# Kereszt (jelkép)

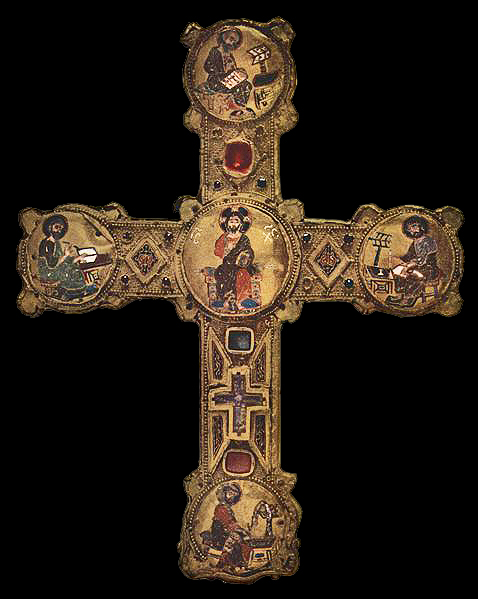
Egy 12. századi, kereszt formájú ereklyetartó, latinkereszt-forma

Kettős kereszt III. Béla magyar király címere

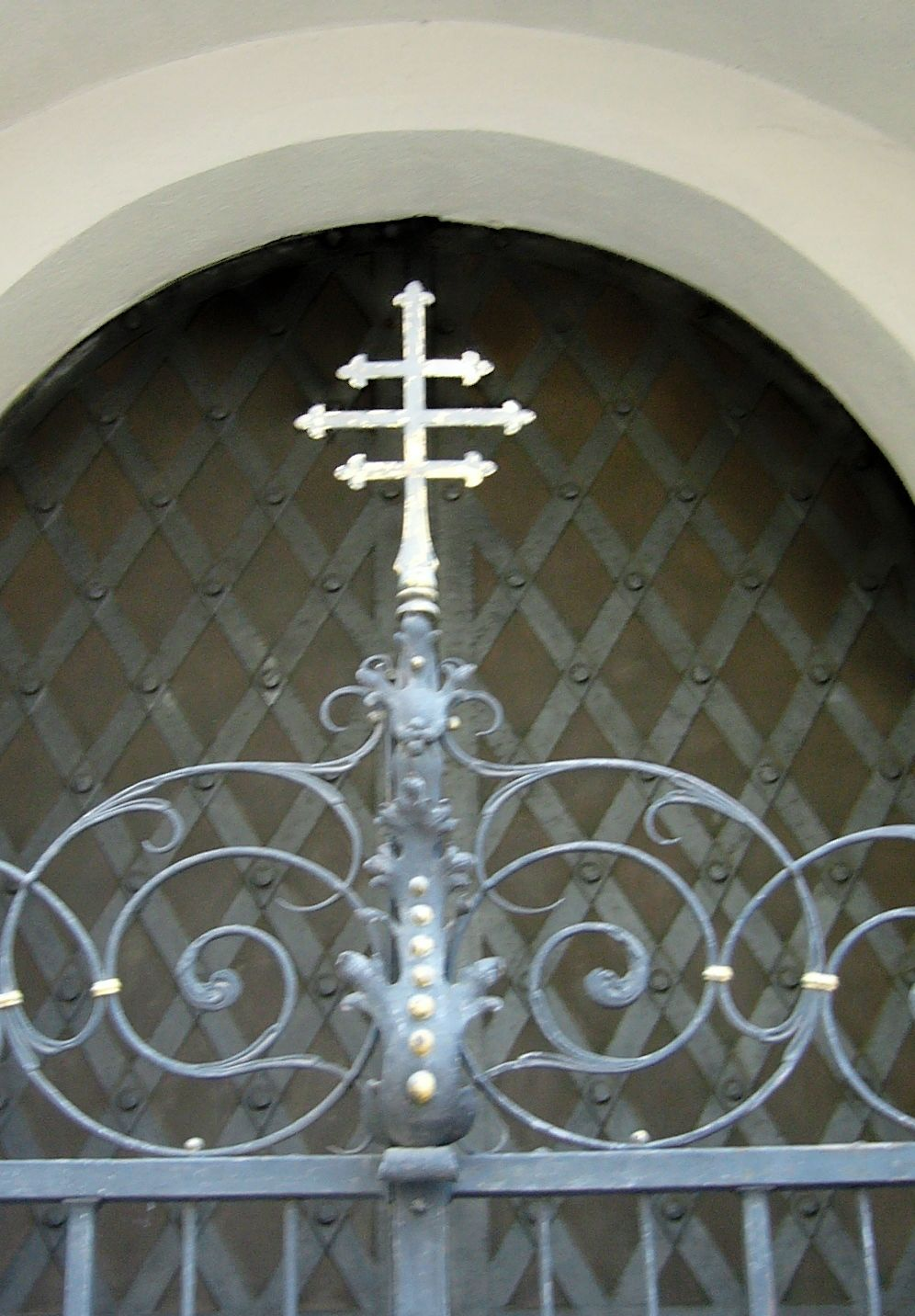
Hármaskereszt

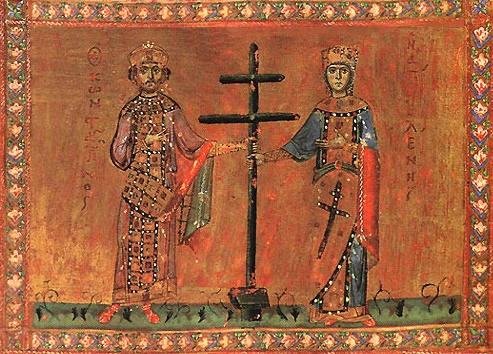
Bizánci miniatura Nagy Konstantin és Szent Ilona középen kettős kereszt

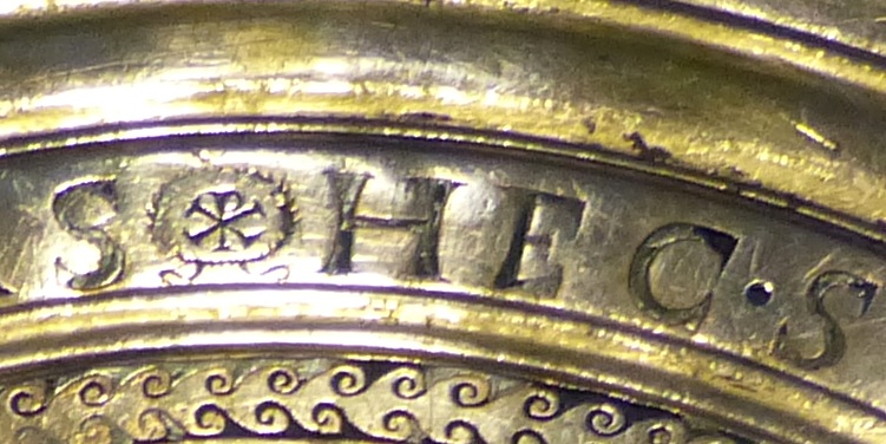
Koszorúval keretezett Krisztus-monogram (Seuso-kincs)

A kereszt világszerte szimbólum, amelynek különösen vallási és kulturális jelentősége kiemelkedő.
Egyszerűsége miatt a környező világ formáiban minden kor embere fölismerte: keresztre emlékeztet a négy égtáj, a kiterjesztett szárnyú madár, a zászló, mérleg, kard, az úszó emberi test, hajó, árbóc, horgony, hárfa, eke stb. Ezáltal jelképezhet égitestet, szelet, vihart, fát, embert, állatot, eszközöket; lehet az áldás vagy átok jele. A tau (Τ τ) a görög ábécé tizenkilencedik betűje, az óhéber ábécének pedig az utolsó betűje, a tau (mint kereszt) iratokat hitelesítő aláírásként is szerepelt; s az írásbeliség kialakulásával szintén a személy nevét, s ezzel magát a személyt helyettesítő írásjel lett. Jézus korában a taut kétféleképpen írták: »+« vagy »X« alakban, így látható az 1. században készült palesztinai szarkofágokon is.

## Keresztény kereszt
A kereszt mint szimbólum, I. Constantinus római császár uralkodása (306–337) alatt keletkezett. (ld. lejjebb: történelem)
…miközben imádkozott, az Úr egy fénylő kereszt és egy felirat látomását küldte a császárnak, mely arra figyelmeztette őt, hogy ezen jel által győzedelmeskedni fog.
A 4. századtól a keresztények dicsőségének a jele, ma is a kereszténység legelterjedtebb jelképe.
A kereszt a keresztény kultúrkörben Jézus megváltó szenvedésének és Isten tökéletes szeretetének a jele. Jézus a jeruzsálemi Golgotán, keresztre feszítve adta életét helyettesítő áldozatul. Feszületet helyeznek el a katolikus, ortodox és evangélikus templomok oltárán, vagy közvetlen közelében. Feszületet visznek a katolikus liturgia szerint a körmenet élén és a püspökök előtt. Kereszt van a katolikus és az ortodox templomok, valamint a legtöbb evangélikus templom tornyán is. Számos sírkő kereszt formájú.

### Kritika
A Jehova Tanúi szerint Jézushoz a keresztnek semmi köze nem volt. Tammuz istennek a jele a kereszt. Sok keresztény vallás képekben mutatja be ezt a jelet, de a Jehova Tanúi nézetei szerint Jézust kínoszlopra feszítették.
A görög szó, a sztaurosz Archiválva 2021. február 11-i dátummal a Wayback Machine-ben van az Újszövetségben, amelyet keresztnek fordítanak és amely eszközt Jézus halálával kapcsolatban említik. A sztaurosz jelentései: sátorfa, cölöp, karó, rúd, pózna, gerenda. Semmi nem utal arra, hogy két fadarabot tettek volna egymásra.
A bűnözőket részben a crux simplex-en feszítették meg, ami egyszerű oszlopot jelent, de a római „†" alakú és a „T" alakú ún. tau-kereszt is kivégző és elrettentő eszköz volt.

## Története
A legfontosabb kereszt formájú jelek mindegyike létezett már a kereszténység előtt is; szent szimbólumként szerepelt a különböző pogány népek között. A korai keresztények nem tartották a keresztet (vagy kínfát) – amelyen Jézus meghalt – értékes szimbólumnak, hanem sokkal inkább "átkozott fának", "a halál és szégyen eszközének". Bizonyított, hogy az 1. századi őskeresztények el is utasították Jézus halálának ábrázolását.
A mai keresztény kereszt az első századokban még ismeretlen volt mint keresztény jelkép. A korai kereszténységben még a bárány és a halak voltak a leggyakoribb jelképek. A kereszt csak akkor kezdett keresztény szimbólummá válni, amikor az egyház elkezdett felvenni pogány vonásokat, vagy a pogányság elkezdett felvenni keresztény vonásokat. Amikor a pogányokat tömegesen megtérítették az egyházba, megengedték nekik, hogy továbbra is megtartsák pogány jeleik és szimbólumaik többségét, de azok új értelmet kaptak. Így vették át a kereszt latin (†) vagy a T formáját is, amely aztán Krisztus kereszthalálára mutatott rá.
A kereszténységben csak a 4. századtól teljesedett ki a kereszt jelkép ikonográfiája, miután I. Theodosius római császár 380-ban kiadott vallási rendeletével államvallássá tette a Nikaia–konstantinápolyi hitvallás szerinti kereszténységet és eltörölte a keresztre-feszítéssel történő halálbüntetést. Ekkortól kezdték el ábrázolni Jézus Krisztus kereszthalálát is.
431-től fogva kezdték el bevezetni a keresztet a templomokba és kápolnákba, míg a templomtornyokon csak 586 után kezdett megjelenni a kereszt. A II. epheszoszi zsinat (449) után tették előírássá, hogy a magánotthonokban is legyen kereszt és a 6. században szentesítette a Római Egyház a jelképét.

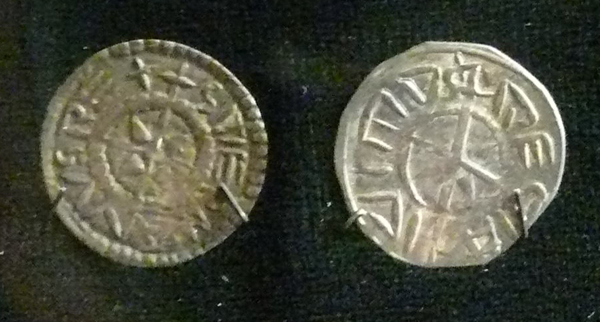
Szent István pénzérméje (dénárja/obulusa), amelynek feliratai „+STEPHANVS REX és +REGIA CIVITAS”

Az ókeresztény kor végén már számos bizonyítéka van a keresztnek Krisztussal való azonosítására, több esetben csillagok, s az evangélistákat jelképező négy szárnyas alak, a tetramorphosz (tetramorphos) veszi körül. Krisztus megfeszítésének jelenetét csak az 5-6. századtól ábrázolták, a rajzolt vagy festett kereszt azonban kezdettől fogva jelen volt.
Györffy György István király és kora című monográfiájában részletesen ismertette egy obulus ikonográfiáját. Ezen az obuluson kirajzolódik a kettőskereszt, úgy, hogy a „+STEPHANVS REX és +REGIA CIVITAS” körbefutó felirat kezdetét és végét egy, az érme közepéből induló kettőskereszt választja el.
A keresztet a gótika koráig csak ékkövekkel, vagy növényi motívumokkal díszítették, a test nem került fel rá. A gótika ábrázolta először a kereszten a megfeszített Krisztust. Ezután nevezték a korpusszal (testtel) ellátott keresztet feszületnek is.

## Kereszt és feszület
A magyar szóhasználat megkülönbözteti a keresztet és a feszületet: 
- a kereszt a korpusz (latin corpus = test) nélküli geometriai forma
- a feszület a megfeszített Krisztus testét is hordozó kereszt

## Kereszttípusok
| Kép | Elnevezés, névváltozatok                                                                   | Alapforma | Eredet, jelentés |
| --- | ------------------------------------------------------------------------------------------ | --- | --- |
|     | Sztaurogram                                                                                | Régi görög kéziratokban a görög sztaurosz (“kereszt”) főnév és a sztauroó (“keresztrefeszíteni”) ige megfelelő alakjai helyett általában rövidítés látható, amely a görög „tau” és „rhó” betűk kombinációja, és egy keresztet, sőt stilizáltan egy keresztre feszített embert formáz. | A görög Újszövetség 150-200 közötti másolatain sztaurogramok találhatók. A sztaurogram a Római Birodalom provinciáiban széles körben elterjedt, jellemző keresztény motívummá vált a krisztogrammal együtt, amelyet számos 4–5. századi emlék is bizonyít. |
|     | Chí-Ró (Khí-Ró; Chi-Rho) kereszt                                                           | Krisztogram rövidebben kriszmon, monogramos kereszt; X-forma előtt chí (X) és ró (P), a Krisztus név (ΧΡΙΣΤΟΣ) első két betűje. | Római hadi jelvény átalakított változata. Szent Konstantin császár 312. október 28-án a Milvius-hídi csata előtt a napkorong fölött a kereszt jelét látta "Touto nika" (Ezzel győzz!) felirattal és álmában azt az utasítást kapta Krisztustól, hogy ilyen labarumot vitessen csapatai előtt. Látomásáról Konstantin esküvel tanúskodott Kaiszareiai Euszebiosznak. A konstantini labarumról korabeli érmék tanúskodnak. A labarum csúcsára a római sas helyére aranykoszorúba foglalt, drágaköves Krisztus-monogram, a bíborszínű bársony lobogóra a császár és két fia mellképe vagy a látomás felirata került. |
|     | Krisztus-monogram Crux monogrammatica Nomina sacra                                         | Kereszt Jézus Krisztus görög nevéből származtatott monogrammal. | Magát a monogramot kezdetben rövidítésként használták szövegösszefüggésben, olykor ragozott formában is. A 4. századtól Nagy Konstantin császár látomása alapján gyorsan népszerűvé vált. Fölkerült a labarumra, pajzsokra és pénzekre is. Sienai Szent Bernardin ferences rendi szerzetes és hitszónok Jézus Krisztus nevének monogramját (IHS) arany betűkkel egy kis pajzsra írta, majd prédikációi végén felmutatatta. |
|     | Antalkereszt Crux commissa Tau kereszt Latorkereszt Egyiptomi kereszt Szent Ferenc kereszt | T alakú kereszt, melynek függőleges szára csak a vízszintes szárig terjed. | Remete Szent Antal ilyen formájú zarándokbotot használt, ezért egyes keleti egyházak apátjai és püspökei is T-alakúra formálták a pásztorbotjaikat. Az ókori Egyiptom egyik legfontosabb jelképe, Ozirisz és Ízisz szimbólumát egyesítette, a Föld és az Ég egységét jelképezte. |
|     | Andráskereszt Crux decussata Haránt kereszt Burgundi kereszt Átlós kereszt                 | X formájú kereszt. | A hagyomány szerint Szent Andrást ilyen keresztre feszítették fel. Eredetileg 45 fokos szögben elforgatott görög kereszt. Ha természetes fatörzsekből van összerakva, burgundi keresztnek is nevezik. |
|     | Kettős kereszt Crux gemina Érseki kereszt Apostoli kereszt Pátriárkakereszt                | Olyan kereszt, melynek függőleges szárát egy rövidebb és egy hosszabb vízszintes szár metszi | A felső vízszintes, rövidebb szár a INRI keresztfeliratot jelképezi, melyet Pilátus helyeztetett Krisztus feje fölé a keresztre. |
|     | Hármaskereszt Tradicionális ferula Tradicionális pápai kereszt                             | Kereszt, amelynek függőleges szárát három vízszintes szár metszi. | A hármasság a Szentháromságra utal. A pápa ma már nem használ hármaskeresztet, csupán művészi ábrázolásokon fordul elő. Egyedül a 19. században készült ilyen pápai kereszt előbb XVI. Gergely pápa, majd XIII. Leó pápa számára. Ez utoljára akkor volt használatban, amikor II. János Pál pápa megnyitotta az 1983-as szentévet. |
|     | Görög kereszt Crux immissa                                                                 | Egyenlő szárú, közönséges kereszt; két azonos hosszúságú, egymást derékszögben metsző vonalból áll. | A kereszt ősi formája, nagyon sok, valláshoz nem kapcsolódó jelentése is van. |
|     | Latin kereszt Crux oblonga                                                                 | Két egymást metsző vonal, a hosszabb függőleges szárat kb. kétharmad részénél metszi a vízszintes szár. | Jézus keresztrefeszítését szimbolizálja. |
|     | Körmeneti kereszt Crux processionalis Stationalis                                          | Latin kereszt formájú | A körmenetek élén, hosszú száron vitt feszület |
|     | Jeruzsálemi kereszt                                                                        | Olyan (általában mankós) görög kereszt, melynek szárai között egy-egy kisebb görög kereszt van. | Először Bouillon Gottfried használta a címerén. A négy kis keresztet a négy evangéliummal magyarázzák vagy a négy égtájjal, amelyek felé Jézus tanítása Jeruzsálemből elterjedt. A nagyobb kereszttel együtt az öt kereszt pedig egyesek szerint Jézus öt sebére utal, melyet a megfeszítésekor szenvedett el. A Jeruzsálemi Királyság jelképe. |
|     | Mankós görög kereszt                                                                       | Olyan közönséges kereszt, melynek szárai T-alakban végződnek. | Legkorábbi ábrázolása a 3. század végéről, a római Szent Péter-bazilikában fordul elő. Nagy Konstantin császár korától gyakran a Khí-ró (Krisztogram) monogrammal helyettesítették. |
|     | Liliomvégű kereszt                                                                         | Olyan keresztfajta, melynek szárai (vagy egyes szárai) stilizált liliomokban végződnek. | A hagyományos szemlélet ide (pontosabban a lóherevégű kereszthez) sorol minden olyan keresztet, melynek a szára valamilyen virág vagy növénymintában végződik (lóhere, liliom, rózsa). (A liliom a héberben a rózsa szinonímájaként is szerepel.) A lóherevégű kereszt a gótikus művészetben jelent meg. |
|     | Máltai kereszt                                                                             | Talpas kereszt, melynek szárai fecskefarokszerűen vannak kialakítva. | A farkak 8 csúcsot formálnak, melyek azt a "nyolc boldogságot" jelképezi, amelyet Krisztus hirdetett. Ezek egyben a legfontosabb lovagi erényeket is kifejezik: 1. a szegénység, 2. a "sírók" vigasztalása, 3. a szelídség, 4. az igazságra törekvés, 5. az irgalmasság, 6. a "lelki" tisztaság, 7. a békességre törekvés, 8. a Krisztus (a keresztény hit) követéséért történő üldöztetés, megaláztatás elviselése. Megjelenik a Máltai lovagrend címerében. |
|     | Kelta kereszt                                                                              | Körmotívummal ellátott kereszt. | Kelta-ír keresztény kultúrkörhöz kapcsolódó kereszt. Gyakran rituális kőépítményként használták és gazdagon díszítették. Fontos példája a carndonagh kereszt. |
|     | Baszk kereszt                                                                              | Lauburu | Baszkföldön a temetőkben sok síron van baszk kereszt, amely a kereszténység előtti időkből származó fordított szvasztika. Négy fejet vagy két összefonódó kígyót stilizál, a mai napig a baszkok egyik nemzeti jelképe. Múltjuk ismeretlen. |

## Különböző keresztény közösségek között elterjedt kereszthasználat

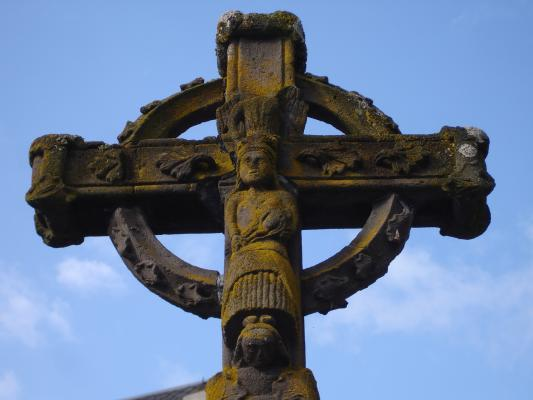
Kelta vagy ír kereszt
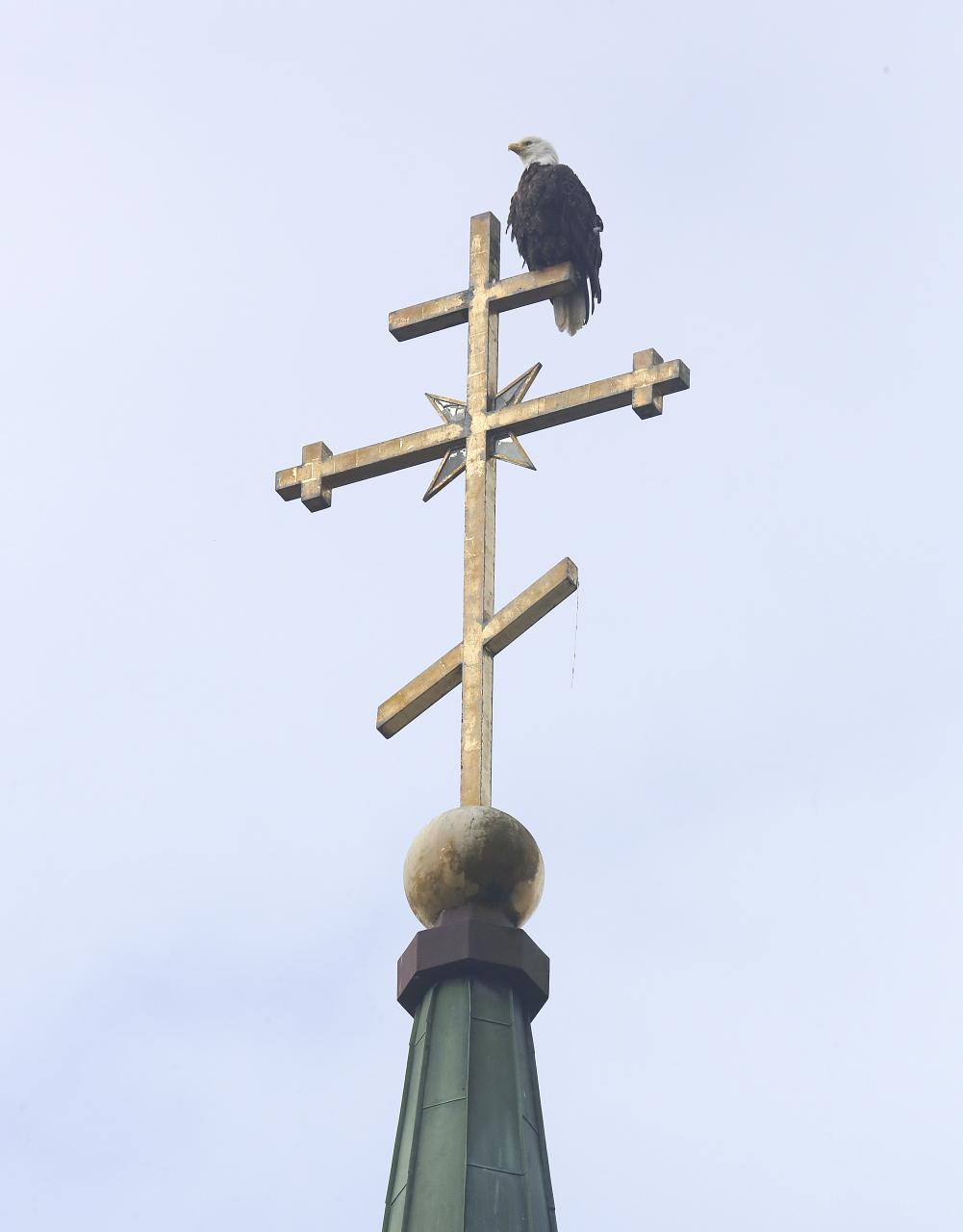
Pravoszláv kereszt
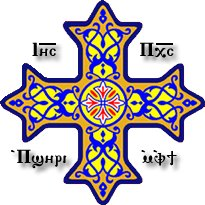
Kopt (egyiptomi) kereszt
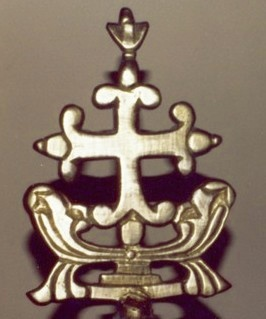
Indiában használatos Tamás-kereszt

### Képek

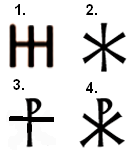
Krisztus-smonogramok. 1. Jóta (I) és éta (H), Jézus (Ieus) nevének első két betűje; 2. jóta (I) és chí (X), a Jézus Krisztus név (Ieus Christos) kezdőbetűi; 3. tau (T) és ró (P), a sztaurogramnak nevezett ligatúra; 4. chí (X) és ró (P), a Krisztus név (XPIETOE) első két betűje
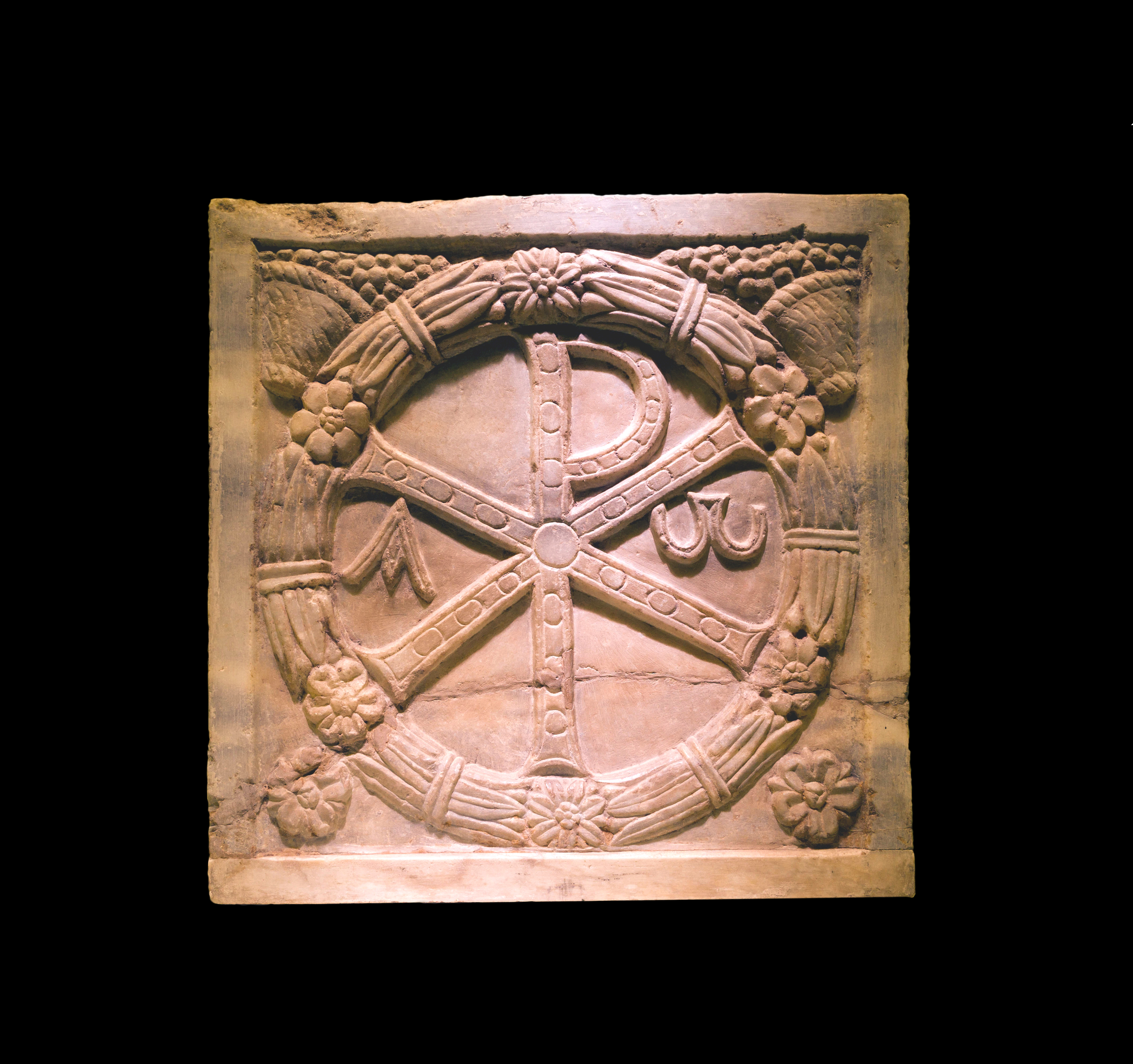
4. századi ókeresztény Krisztus-monogram, Róma
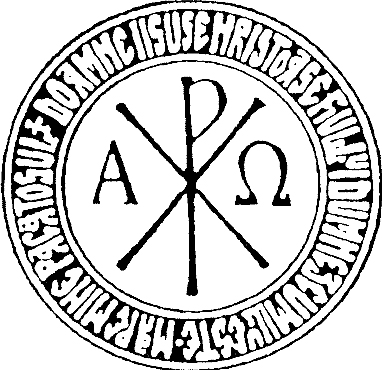
Krisztus-monogram
Latin kereszt
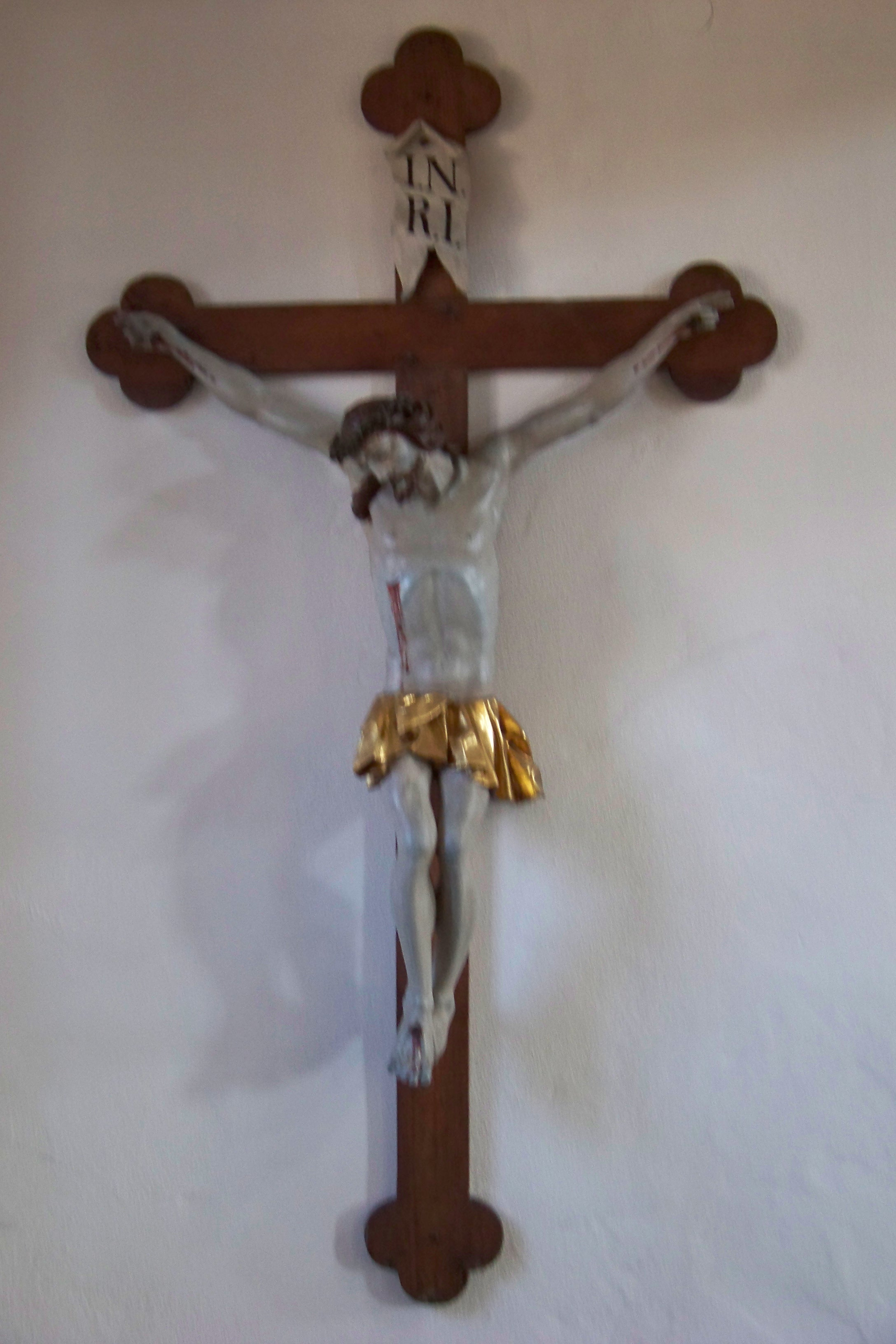
Feszület
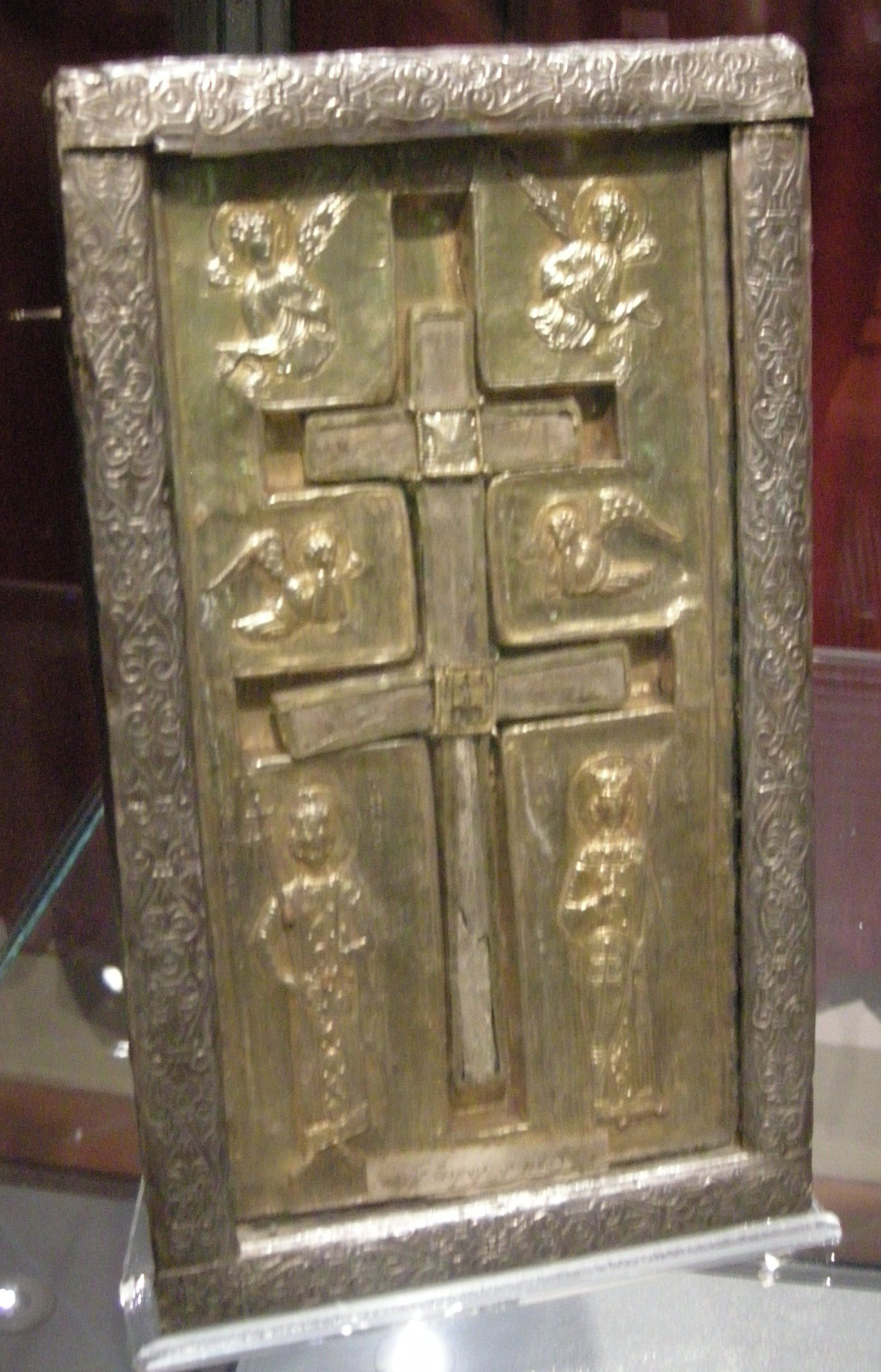
Szent Kereszt ereklyetartó (sztaurotéka), fedelén kettős kereszttel
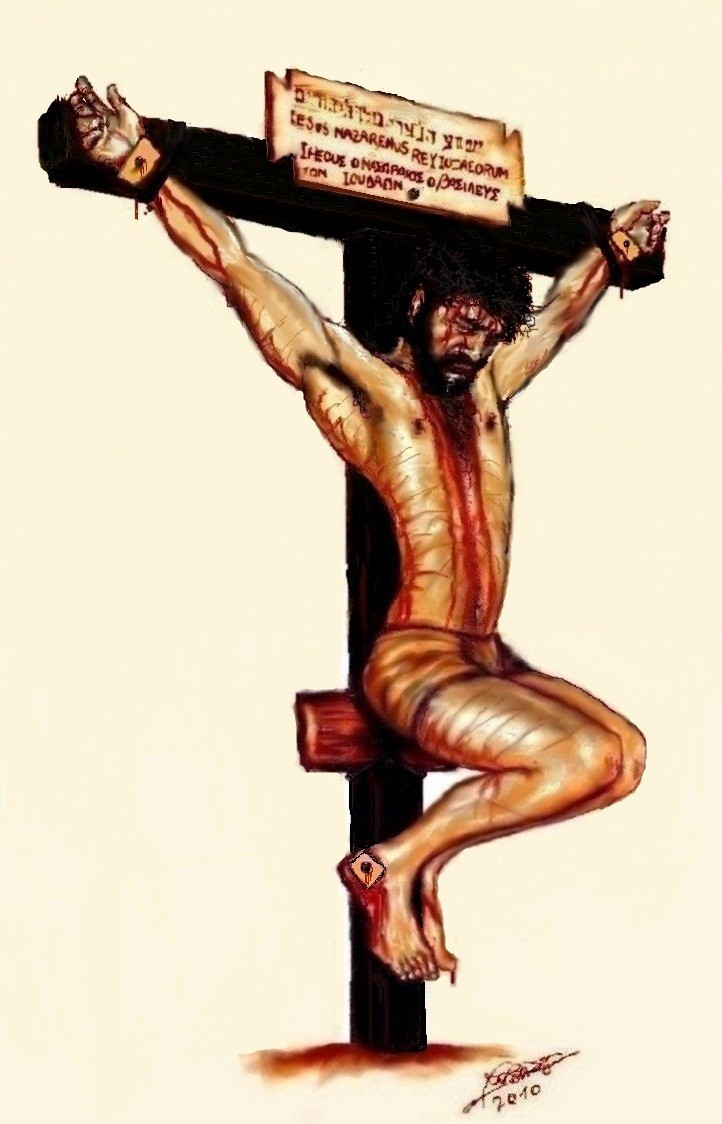
Crux commissa. Antalkereszt, egyiptomi kereszt vagy taukereszt. A keresztény művészetben a latrokat gyakran antalkereszten függve ábrázolták, ezzel is megkülönböztetve őket a latin kereszten függő Krisztustól.
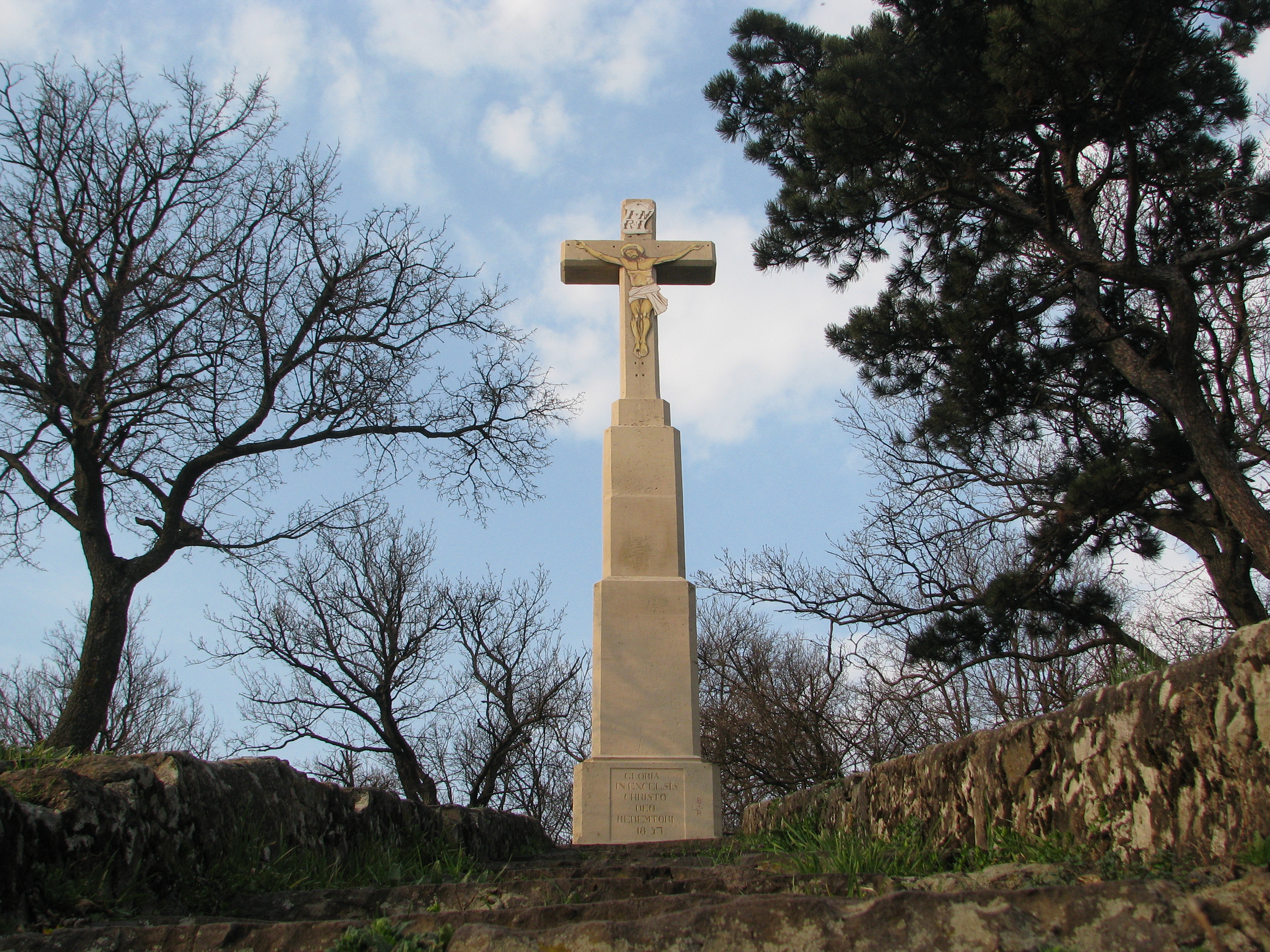
A Badacsony hegy fennsíkjának déli, éles párkányán, mintegy 400 méter magasan álló, óriási kőkereszt, amit Ranolder János veszprémi püspök emeltetett 1857-ben